# Брезје (Света Недеља)
Брезје (до 1991. године — Брезје Самоборско) је насељено место у саставу Града Света Недеља у Загребачкој жупанији, Хрватска. До територијалне реорганизације у Хрватској налазило се у саставу старе загребачке приградске општине Самобор.

## Становништво
На попису становништва 2011. године, Брезје је имало 1.506 становника.

## Попис1991.
На попису становништва 1991. године, насељено место Брезје Самоборско је имало 772 становника, следећег националног састава:
| Попис 1991.‍  | Попис 1991.‍  | Попис 1991.‍ | Попис 1991.‍ | Попис 1991.‍ |
| ------------ | ------------ | ----------- | ----------- | ----------- |
|              |              |             |             |             |
| Хрвати       | Хрвати       |             | 718         | 93,00%      |
| Срби         | Срби         |             | 13          | 1,68%       |
| Југословени  | Југословени  |             | 9           | 1,16%       |
| Словенци     | Словенци     |             | 7           | 0,90%       |
| Муслимани    | Муслимани    |             | 1           | 0,12%       |
| неопредељени | неопредељени |             | 4           | 0,51%       |
| регион. опр. | регион. опр. |             | 1           | 0,12%       |
| непознато    | непознато    |             | 19          | 2,46%       |
| укупно: 772  |              |             |             |             |